# Северокарпатская группа
Северокарпатская группа (устаревшее название — прешовская культура) — группа археологических памятников (региональная археологическая культура) позднеримского времени, основанная на севере Среднего Подунавья носителями пшеворской культуры из Повисленья. К V веку в ней появляется славянский компонент.